# 插管
插管（intubation）是一種臨床医学治療，意思是通过人体表及体内的孔腔将导管插入人体，用以输入和吸出气体或液体。常见的插管包括气管插管以通过咽腔及声门将管插入人体气管中用于通气，又或者胃管插管以通过食道将管插入人体胃部抽取胃液或输入营养液。

### 鼻胃管
- 在狀況不嚴重的病患，如因身體狀況無法直接進食、食用固體食物，鼻胃管(Nasogastric,英文縮寫 NG)可以當作暫時或長久的病患進食選擇，可以將食物打碎、牛奶等液體食物進行灌食來維持病人的體力。

## 另見
- 導管